# Дмосін
Дмосін (пол. Dmosin) — село в Польщі, у гміні Дмосін Бжезінського повіту Лодзинського воєводства.
Населення — 794 особи (2011).
У 1975-1998 роках село належало до Скерневицького воєводства.

## Демографія
Демографічна структура станом на 31 березня 2011 року:
|          | Загалом | Допрацездатний вік | Працездатний вік | Постпрацездатний вік |
| -------- | ------- | ------------------ | ---------------- | -------------------- |
| Чоловіки | 394     | 61                 | 282              | 51                   |
| Жінки    | 400     | 55                 | 236              | 109                  |
| Разом    | 794     | 116                | 518              | 160                  |